# Арзуманов, Валерий Николаевич
Валерий Николаевич Арзуманов (род. 8 мая 1950 года, Пятигорск, Ставропольский край, РСФСР, СССР) — советский и российский художник, народный художник РФ (2008), академик Российской академии художеств (2019).

## Биография
Родился 8 мая 1950 года в армянской семье, в Пятигорске где живёт и работает по сей день
В 1975 году — окончил Ставропольское краевое художественное училище.
С 1980 года — член Союза художников СССР, России.
С 1993 года — директор Ставропольского краевого училища дизайна, с 2006 года — профессор.
В 1995 году — окончил Ставропольский политехнический институт.
С 1995 года — член коллегии Министерства культуры Ставропольского края.
С 2005 года — секретарь правления по Югу России ВТОО «Союз художников России».
В 2013 году — избран членом-корреспондентом Российской академии художеств от Южного регионального отделения.

## Творческая деятельность
Основные работы: «Портрет ветерана ВОВ М. С. Уварова» (2005), «Бой» (2006), «Тайна седых курганов» (2004), «Золотые шары Ставрополья» (2013), «Хранительница красного коня» (2013), «Портрет художника В. Комарова» (2014), «Дочери» (2010), «Бунтующие тополя» (2012), «Портрет дочери Анны» (2010).
Произведения представлены в коллекциях художественных галерей и частных собраниях в России и за рубежом.

## Награды
- Народный художник Российской Федерации (2008)[1]
- Заслуженный художник Российской Федерации (2001)[2]
- Премия Губернатора Ставропольского края в области изобразительного искусства (2000)
- Золотая медаль имени В. И. Сурикова ВТОО «Союз художников России» (2010)
- Серебряная медаль РАХ (2013)